# Homaspis kraussei
Homaspis kraussei là một loài tò vò trong họ Ichneumonidae.